# Шульце, Клаус
Кла́ус Шу́льце (нем. Klaus Schulze; 4 августа 1947, Берлин — 26 апреля 2022, Люнебург, Нижняя Саксония) — немецкий композитор и музыкант, работавший в жанре электронной музыки. Являлся одним из основателей и ведущих представителей Берлинской школы электронной музыки.
В 2002 году два альбома Клауса Шульце (Mirage и Timewind) были включены в рейтинг The 25 Most Influential Ambient Albums Of All Time (25 главных эмбиент альбомов всех времён).

## Корректное написание фамилии
Многие люди ошибочно пишут фамилию композитора как Шульц. Однако Шульц (нем. Schultz, Schulz) — это другая распространённая немецкая фамилия. Единственно корректное написание фамилии композитора — Шу́льце (нем. Schulze).

## Биография

### 1970-е
В 1969 году Клаус Шульце был барабанщиком одного из ранних составов группы «Tangerine Dream» и участвовал в записи их дебютного альбома Electronic Meditation (до 1969 года он был барабанщиком в группе «Psy Free»); он встретил Эдгара Фрезе, основателя «Tangerine Dream», в клубе «Zodiac» в Берлине (в то время в Восточной Германии).
В 1970 году он покинул эту группу, чтобы сформировать новую, «Ash Ra Tempel», с Мануэлем Геттшингом и Хартмутом Энке. В 1971 году он снова решил покинуть вновь сформированную группу после одного альбома, на этот раз, чтобы начать сольную карьеру.
В 1972 году Шульце записал свой дебютный альбом Irrlicht с помощью электрооргана и записи репетиции оркестра, обработанной почти до неузнаваемости. Несмотря на отсутствие синтезаторов, эта прото-эмбиентная работа считается вехой в истории электронной музыки. Следующий альбом Cyborg (1973), похож на Irrlicht, но был записан с использованием синтезатора EMS VCS 3.
С этого момента карьера Шульце была наиболее плодовитой, и теперь он может претендовать на более чем 40 своих альбомов, выпущенных со времен Irrlicht. Среди них: Timewind 1975 года, Moondawn 1976 года (его первый альбом с синтезатором Moog), Dune 1979 года и двойной альбом 1995 года In Blue (в нём был один длинный трек «Return To The Tepel» с участием электрогитары его друга Мануэля Геттшинга из «Ash Ra Tempel»).
В 1976 году японский перкуссионист и композитор Стому Ямашта пригласил его присоединиться к своей недолго существовавшей супергруппе «Go», в которой также участвовали Стив Уинвуд, Майкл Шрив и Ал Ди Меола. Они выпустили два студийных альбома (Go в 1976 году и Go Too в 1977 году) и один концертный альбом (Go Live from Paris, 1976), который впоследствии стал культовым.
На протяжении 1970-х годов он следовал по стопам Tangerine Dream, хотя и с гораздо более лёгкими секвенсорными линиями и более рефлексивным, мечтательным глянцем, мало чем отличающимся от эмбиентной музыки его современника Брайана Ино. Иногда он также сочинял саундтреки к фильмам, в том числе к фильмам ужасов и триллерам, таким как «Барракуда» (1978) и «Ближайшие родственники» (Next of Kin, 1982). Некоторые из его более лёгких альбомов ценятся любителями стиля нью-эйдж, несмотря на то, что Шульце всегда отрицал связи с этим жанром. К середине десятилетия, с выходом Timewind и Moondawn, его стиль превратился из краут-рока в Берлинскую школу.
У Клауса Шульце было более органичное звучание, чем у других электронных исполнителей того времени. Часто он вставлял явно не электронные звуки, такие как акустическая гитара и мужской оперный голос (в Blackdance, 1974) или виолончель (в Dune, 1979 и Trancefer, 1981). Шульце использовал аппарат Minimoog, который звучал сверхъестественно, как электрогитара, что весьма впечатляло на концерте.
Он часто воспринимал немецкие события как отправную точку для своих композиций; ярким примером является его альбом X 1978 года (название, обозначающее его как десятый альбом), под названием «Шесть музыкальных биографий», упоминание таких знаменитостей, как Людвига II Баварского, Фридриха Ницше, Георга Тракля и Вильгельма Фридемана Баха. Использование им псевдонима Рихард Ванфрид свидетельствует о его интересе к Рихарду Вагнеру, который явно влияет на некоторые альбомы, такие как вышеупомянутый Timewind.

### 1980-е
В 1980-х годах Шульце начал использовать цифровые инструменты, помимо обычных аналоговых синтезаторов, и его работа стала менее экспериментальной и более доступной. Хотя переход на использование цифрового оборудования слышен в альбоме Dig It (1980), изменение стиля не стало очевидным до выпуска Trancefer (1981).
Этот новый стиль также можно найти в следующем альбоме Audentity (1983). И Cellistica, и Spielglocken составлены в том же стиле на основе секвенсора, что и на Trancefer, но это определённо не относится ко всем трекам Audentity; действительно, «Sebastian im Traum» намекает на оперный стиль, который можно найти в некоторых более поздних работах Шульце.
Преобладание секвенирования можно также найти в последующем концертном альбоме Dziękuję Poland Live '83, хотя многие из его треков являются переработкой тех, что можно найти на Audentity.
Следующий студийный альбом Шульце Angst (саундтрек к одноименному фильму 1983 года) отошел от резкости острого, сильно упорядоченного, стиля трёх предыдущих альбомов и, опять же, стал более «органичным» из предыдущих записей.
Ещё одной изюминкой этой эпохи был En=Trance (1988) с мечтательным «FM Delight».
Альбом Miditerranean Pads (1990) положил начало очень сложным перкуссионным аранжировкам, которые продолжались в течение следующих двух десятилетий.
В 1989 году немецкая группа «Alphaville» выпустила свой альбом The Breathtaking Blue, в котором Клаус Шульце был одновременно и музыкантом, и продюсером альбома.

### 1990-е
Начиная с Beyond Recall (1991), первая половина 1990-х годов была пресловутым периодом «семплов», когда Шульце использовал широкий спектр предварительно записанных звуков в своих студийных альбомах и живых выступлениях. Семплирование было настолько непопулярным развлечением, что когда в 1995 году вышел In Blue без семплов — он был воспринят как возвращение к привычной форме.
В течение этого десятилетия было выпущено большое количество ранее неизданных материалов различного качества в нескольких коробочных наборах, ограниченным тиражом. Некоторые живые записи были обнаружены на нетронутых, но забытых бобинах, которые использовались для создания эха на концертах.

### 2000-е

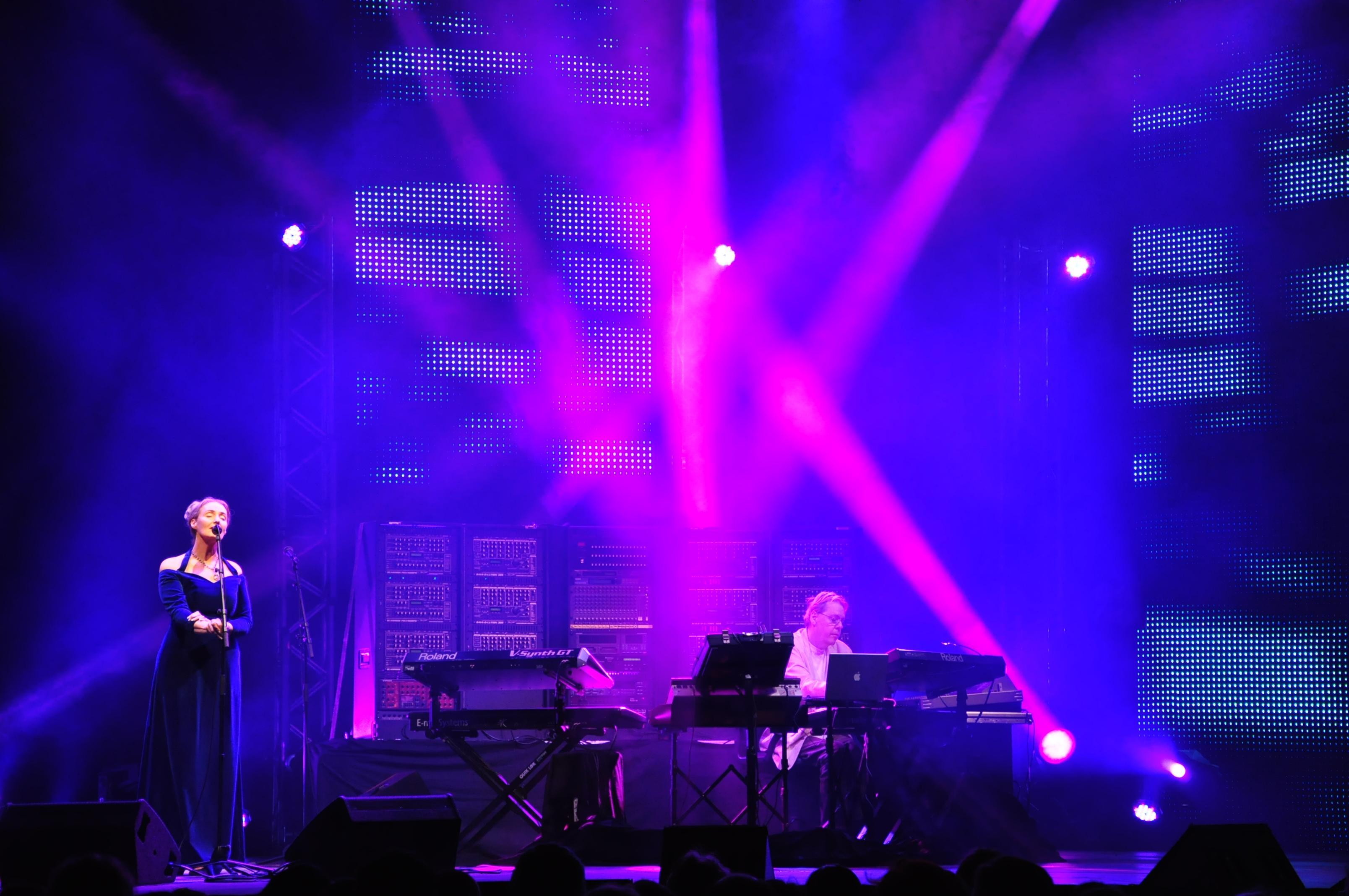
Клаус Шульце и Лиза Джеррард, 2009 год

В 2005 году он начал переиздание своих классических сольных и Ванфридских альбомов с бонусными треками неизданного материала, записанными примерно в то же время, что и оригинальные работы. За последние несколько лет Шульце выпустил альбомы и организовал множество живых выступлений с Лизой Джеррард.

### 2010-е
Выпустив свой сороковой альбом (Big in Japan: Live in Tokyo 2010) в сентябре 2010 года, Клаус Шульце вступил в своё пятое десятилетие в качестве сольного музыканта. Его следующий альбом, Shadowlands, был выпущен в феврале 2013 года, после чего в марте 2013 года последовала редкая, давно не выпущенная совместная работа The Schulze — Schickert Session 1975 года.
Также в 2013 году Клаус Шульце объявил, что прекращает давать концерты.
Умер на 75-м году жизни после продолжительной болезни 26 апреля 2022 года вскоре после завершения записи своего последнего альбома Deus Arrakis.

## Рихард Ванфрид
Рихард Ванфрид (а затем просто Ванфрид (Wahnfried), после 1993 года) является давним и единственным реальным псевдонимом Клауса Шульце — первоначально псевдоним, позже официальное название побочного проекта. Семь альбомов были выпущены под этим названием в период с 1979 по 1997 год.
Основные характеристики альбомов от Wahnfried (в отличие от обычных работ Шульце):
- часто ориентируясь на более массовые жанры, такие как рок, техно и транс.
- всегда совместные и менее электронные альбомы, с известными или неизвестными приглашенными музыкантами, выступающими вместе с Шульце.

Этимология псевдонима проистекает из любви Шульце к Рихарду Вагнеру:
- Рихард, очевидно, по имени Вагнера; Рихард — это также имя первого сына Шульце.
- Wahnfried (нем. Мир от заблуждения и безумия), от имени, которое Вагнер дал своей вилле в Байройте (и где он был позже похоронен).

В своём альбоме Timewind 1975 года (за четыре года до первого использования псевдонима) Шульце уже назвал трек «Wahnfried 1883» (в связи со смертью и погребением Вагнера в саду его Wahnfried в 1883 году). Другой трек на Timewind называется «Bayreuth Return». После 1993 года альбомы просто приписываются к «Wahnfried» и называются Schulze («featuring Klaus Schulze», «Produced by Klaus Schulze»).
«Wahnfried» — единственный известный псевдоним Шульце (хотя в альбоме Tribute to Klaus Schulze 1998 года, среди 10 других исполнителей, Шульце внёс один трек, скрытый за псевдонимом «Schulzendorfer Groove Orchester»).

## Дискография

### Сольные альбомы
- 1972 — Irrlicht
- 1973 — Cyborg
- 1974 — Blackdance
- 1975 — Picture Music
- 1975 — Timewind
- 1976 — Moondawn
- 1977 — Body Love (Soundtrack)
- 1977 — Mirage
- 1977 — Body Love Vol. 2
- 1978 — «X»
- 1979 — Dune
- 1980 — ...Live...[англ.] (live)

- 1980 — Dig It[англ.]
- 1981 — Trancefer
- 1983 — Audentity[англ.]
- 1983 — Dziekuje Poland Live '83[англ.] (live)
- 1984 — Angst[англ.] (soundtrack)
- 1985 — Inter*Face[англ.]
- 1986 — Dreams
- 1988 — En=Trance

- 1990 — Miditerranean Pads
- 1990 — The Dresden Performance[англ.] (live)
- 1991 — Beyond Recall[англ.]
- 1992 — Royal Festival Hall Vol. 1[англ.] (live)
- 1992 — Royal Festival Hall Vol. 2[англ.] (live)
- 1993 — The Dome Event[англ.] (live)
- 1994 — Le Moulin de Daudet[англ.] (soundtrack)
- 1994 — Goes Classic[англ.]
- 1994 — Totentag[англ.] (электронная опера)
- 1994 — Das Wagner Desaster — Live[англ.] (live)
- 1995 — In Blue[англ.]
- 1996 — Are You Sequenced?[англ.]
- 1997 — Dosburg Online[англ.]

- 2001 — Live @ KlangArt[англ.] p.1 & p.2 (live)
- 2003 — Andromeda (Promo CD)
- 2004 — Ion (Promo CD)
- 2005 — Moonlake[англ.]
- 2007 — Kontinuum
- 2008 — Farscape[англ.] (с Лизой Джеррард)
- 2008 — Rheingold[англ.] (live, with Lisa Gerrard)
- 2009 — Dziękuję Bardzo[англ.] (live, with Lisa Gerrard)

- 2010 — Big in Japan: Live in Tokyo 2010[англ.] (live) (Japanese Version — 2010; European Version — 2010; American Edition — 2011)
- 2013 — Shadowlands[англ.]
- 2014 — Stars are Burning[англ.] (live, концерты 1977 и 1979 годов)
- 2017 — Eternal: The 70th Birthday Edition[англ.]
- 2018 — Silhouettes
- 2019 — Next of Kin
- 2022 — Deus Arrakis
- 2024 — 101, Milky Way

### Альбомы под псевдонимомRichard Wahnfried
- 1979 — Time Actor[англ.]
- 1981 — Tonwelle[англ.]
- 1984 — Megatone[англ.]
- 1986 — Miditation
- 1994 — Trancelation
- 1996 — Trance Appeal[англ.]
- 1997 — Drums 'n' Balls (The Gancha Dub)
- 2000 — Trance 4 Motion

### Серии
- Silver Edition[англ.] (1993) — 10 CD
  - CD 1 — Film Musik
  - CD 2 — Narren des Schicksals
  - CD 3 — Was war vor der Zeit
  - CD 4 — Sense of Beauty
  - CD 5 — Picasso geht spazieren
  - CD 6 — Picasso geht spazieren (continued)
  - CD 7 — The Music Box
  - CD 8 — Machine de Plaisir
  - CD 9 — Life in Ecstacy
  - CD 10 — Mysterious Tapes
- Historic Edition[англ.] (1995) — 10 CD
- Jubilee Edition[англ.] (1997) — 25 CD
- The Ultimate Edition[англ.] (2000) — 50 CD
- Contemporary Works I[англ.] (2000) — 10 CD
  - CD 1 — Klaus Schulze: Vanity Of Sounds
  - CD 2 — Klaus Schulze: The Crime Of Suspense
  - CD 3 — Wahnfried: Trance 4 Motion
  - CD 4 — U.S.O.: Privée
  - CD 5 — Klaus Schulze vs. Solar Moon: Docking
  - CD 6 — Klaus Schulze: Ballett 1
  - CD 7 — Klaus Schulze: Ballett 2
  - CD 8 — Klaus Schulze: Ballett 3
  - CD 9 — Klaus Schulze: Ballett 4
  - CD 10 — Sampler: Adds & Edits
- Contemporary Works II[англ.] (2002) — 5 CD + bonus CD
  - CD 1 — Virtual Outback
  - CD 2 — Timbres of Ice
  - CD 3 — Another Green Mile
  - CD 4 — Androgyn
  - CD 5 — Cocooning
  - Bonus CD — Thank You

### Переизданные серии
- Vanity of Sounds (2005)
- The Crime of Suspense (2006)
- Ballett 1 (2006)
- Ballett 2 (2006)
- Ballett 3 (2007)
- Ballett 4 (2007)
- Virtual Outback (2008)
- La Vie Electronique 1 (2009) 3 CD
- La Vie Electronique 2 (2009) 3 CD
- La Vie Electronique 3 (2009) 3 CD
- La Vie Electronique 4 (2009) 3 CD
- La Vie Electronique 5 (2010) 3 CD
- La Vie Electronique 6 (2010) 3 CD
- La Vie Electronique 7 (2010) 3 CD
- La Vie Electronique 8 (2010) 3 CD
- La Vie Electronique 9 (2011) 3 CD
- La Vie Electronique 10 (2011) 3 CD
- La Vie Electronique 11 (2012) 3 CD
- La Vie Electronique 12 (2012) 3 CD
- La Vie Electronique 13 (2013) 3 CD
- La Vie Electronique 14 (2014) 3 CD
- La Vie Electronique 15 (2014) 3 CD
- La Vie Electronique 16 (2015) 5 CD

### Серия «Dark Side Of The Moog» (Клаус Шульце & Пит Нэмлук)
- The Dark Side Of The Moog (1994) (Wish You Were There)
- The Dark Side Of The Moog II (1994) (A Saucerful Of Ambience)
- The Dark Side Of The Moog III (1995) (Phantom Heart Brother)
- The Dark Side Of The Moog IV (1996) (Three Pipers at the Gates of Dawn)
- The Dark Side Of The Moog V (1996) (Psychedelic Brunch)
- The Dark Side Of The Moog VI (1997) (The Final DAT)
- The Dark Side Of The Moog VII (1998) (Obscured By Klaus)
- The Dark Side Of The Moog VIII (1999) (Careful with the AKS, Peter)
- The Dark Side Of The Moog IX (2002) (Set the Controls for the Heart of the Mother)
- The Evolution Of The Dark Side Of The Moog (2002)
- The Dark Side Of The Moog X (2005) (Astro Know Me Domina)
- The Dark Side Of The Moog XI (2008) (The Heart Of Our Nearest Star)

### Совместные работы
- 1970 — Tangerine Dream — Electronic Meditation
- 1971 — Ash Ra Tempel — Ash Ra Tempel
- 1973 — Ash Ra Tempel — Join Inn
- 1973 — Walter Wegmüller — Tarot
- 1973 — Sergius Golowin — Lord Krishna von Goloka
- 1974 — The Cosmic Jokers — The Cosmic Jokers
- 1974 — The Cosmic Jokers — Planeten Sit In
- 1974 — The Cosmic Jokers — Galactic Supermarket
- 1974 — The Cosmic Jokers — Sci Fi Party
- 1974 — The Cosmic Jokers — Gilles Zeitschiff
- 1976 — Go — Go
- 1976 — Go — Go Live From Paris
- 1977 — Go — Go Too
- 1984 — Совместно с Райнером Блоссом и Эрнстом Фуксом — Aphrica
- 1984 — Совместно с Райнером Блоссом — Drive Inn
- 1984 — Совместно с Майклом Шривом и Кевином Шривом — Transfer Station Blue
- 1987 — Совместно с Андреасом Гроссером — Babel
- 2000 — Ash Ra Tempel — Friendship
- 2000 — Ash Ra Tempel — Gin Rosé at the Royal Festival Hall
- 2008 — Совместно с Лизой Джеррард — Farscape
- 2008 — Совместно с Лизой Джеррард — Rheingold (Live)
- 2009 — Совместно с Лизой Джеррард — Dziekuje Bardzo (Live)
- 2009 — Совместно с Лизой Джеррард — Come Quietly (Promo CD)
- 2013 — Совместно с Гюнтером Шикертом — The Schulze-Schickert Session (запись 1975 года)
- 2013 — Совместно с Лизой Джеррард — Big in Europe — Vol. 1 — Warsaw (Live)
- 2014 — Совместно с Лизой Джеррард — Big in Europe — Vol. 2 — Amsterdam (Live)

### Одиночные треки
- Macksy (1985)
- Berlin 1 (1986)
- Unikat (1989)
- Face of Mae West (1990)
- Große Gaukler Gottes (1994)
- Vas Insigne Electionis (1994)
- Conquest Of Paradise (1994)
- Soirée Académique (1996)
- Les Bruits des Origines (1996)
- Dédié à Hartmut (1996)
- Ooze Away (1996)
- Ein würdiger Abschluß (1996)
- Dreieinhalb Stunden (1996)
- Himmel und Erde (1996)
- Der vierte Kuss (1996)
- The Schulzendorf Groove (1998)
- Manikin Jubilee (2002)
- Schrittmacher (2004)
- Zenit (2008) (Альбом Sehnsucht и Sehnsucht Live) Совместно с Schiller
- Invisible Musik (2008)
- Hommage à Polska (2009) (Promo CD) Совместно с Лизой Джеррард
- Train by Train (Remix) (2011) Совместно с Chrysta Bell

### Сборники и семплы
- 2001 (1991)
- The Essential 72-93 (1994)
- Trailer (1999)

## Концертные выступления Клауса Шульце
В последние годы Клаус Шульце довольно редко даёт концерты. Ниже представлен полный их список, начиная с 2001 года:
- 9 июня 2001 — Клаус Шульце & Wolfgang Tiepold — Оснабрюк (Германия), «Stadthalle»

Концерт издан на двойном диске «Live @ KlangArt».
- 5 ноября 2003 — Клаус Шульце — Познань (Польша), «Stary Browar»

Обработанные отрывки из концерта были частично использованы в студийном альбоме «Moonlake».
- 18 июля 2008 — Клаус Шульце & Лиза Джеррард — выступили хедлайнерами на open-air фестивале «Night of the Prog» в Лорелей, Германия

Полная запись концерта издана на двойном компакт-диске и DVD «Rheingold: Live at the Loreley».
- 12 ноября 2008 — Клаус Шульце & Лиза Джеррард — Берлин (Германия), Schiller Theater
- 13 ноября 2008 — Клаус Шульце & Лиза Джеррард — Варшава (Польша), Bazylika Ojcow Salezjanow

Запись концертов издана на тройном компакт-диске и DVD «Dziekuje Bardzo».
- 17 сентября 2009 — Клаус Шульце & Лиза Джеррард — Варшава (Польша), «Zamek Krolewski»

Запись концерта издана на CD и двух DVD «Big in Europe — Vol. 1 — Warsaw»
- 19 сентября 2009 — Клаус Шульце & Лиза Джеррард — Берлин (Германия), «Tempodrom»
- 20 сентября 2009 — Клаус Шульце & Лиза Джеррард — Амстердам (Нидерланды), «Melkweg — Rabozaal»

Запись концерта издана на двух CD и двух DVD «Big in Europe — Vol. 2 — Amsterdam»
- 22 сентября 2009 — Клаус Шульце & Лиза Джеррард — Эссен (Германия), «Lichtburg»
- 23 сентября 2009 — Клаус Шульце & Лиза Джеррард — Париж (Франция), «La Cigale»
- 25 сентября 2009 — Клаус Шульце & Лиза Джеррард — Брюссель (Бельгия), «Ancienne Belgique»

Записи остальных концертов из турне 17-25 сентября 2009 года планируются к изданию в 2015 году.
- 20 марта 2010 — Клаус Шульце — Токио (Япония), «Tokyo International Forum»
- 21 марта 2010 — Клаус Шульце — Токио (Япония), «Tokyo International Forum»

Записи этих концертов изданы на дисках и DVD «Big in Japan: Live in Tokyo 2010».
В 2013 году Клаус Шульце официально объявил о прекращении концертной деятельности.